# 모리카미역
모리카미역(일본어: 森上駅)은 일본 아이치현 이나자와시에 위치한 나고야 철도 비사이선의 철도역이다. 역 번호는 BS 06이며, 단선 · 섬식의 형태를 합친 2면 3선 구조의 복합 승강장을 갖춘 지상역이다.

## 타는 곳
| 1 | ■ 비사이 선 | 상행 | 쓰시마 방면으로 회송       | 당 역 시발, 현재는 유치선                               |
| 2 | ■ 비사이 선 | 하행 | 하기와라 · 이치노미야 방면 | 종일 이치노미야 행                                      |
| 3 | ■ 비사이 선 | 상행 | 쓰시마 · 스카구치 방면     | 쓰시마 경유 스카구치 · 나고야 방면의 열차는 평일 아침만 |

## 이용 현황
| 연도 | 1일 평균 승차 인원 |
| ---- | ------------------ |
| 2004 | 2,849              |
| 2005 | 2,910              |
| 2006 | 2,963              |
| 2007 | 3,061              |
| 2008 | 3,179              |
| 2009 | 3,167              |
| 2010 | 3,149              |
| 2011 | 3,245              |

## 역 주변
- 국도 제155호선
- 이나자와 시청 소부에 지소
- 이나자와 후생 병원

## 인접 역
| 나고야 철도 비사이선           | 나고야 철도 비사이선 | 나고야 철도 비사이선         |
| ------------------------------ | -------------------- | ---------------------------- |
| BS 05 가미마루부치 야토미 방면 | ■ 비사이선           | 야마자키 BS 07 다마노이 방면 |